# Бразильська течія

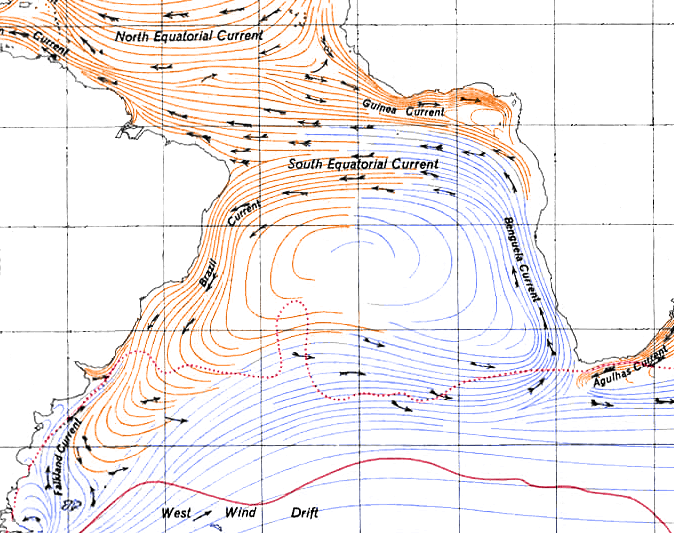
Бразильська течія на мапі Атлантичного океану

Брази́льська течія́ — тепла течія в Атлантичному океані, відгалуження Південно-Пасатної течії. Проходить від мису Сан-Рокі (Південна Америка) на південний захід вздовж східних берегів Бразилії, поступово відхиляючись на південний схід. На 40° південної широти змішується з холодними водами Фолклендської течії та течії Західних Вітрів.
Швидкість 1—2 км/год, температура 20—26°. Солоність 35—37‰.